# $Trump
$Trump (stylisé en majuscules ) est une monnaie mème associée au président américain Donald Trump. Elle est hébergée sur la plateforme blockchain Solana. Alors qu'un milliard de pièces ont été créées à l'origine, 800 millions restent détenues par deux sociétés appartenant à Trump, après que 200 millions ont été lancées publiquement lors d'une offre initiale de pièces (ICO) le 17 janvier 2025. La valeur marchande globale de toutes les pièces dépassait les 27 milliards de dollars moins d'un jour plus tard, ce qui valorisait les avoirs de Trump à plus de 20 milliards de dollars. Une analyse du Financial Times de mars 2025 a révélé que le projet de cryptomonnaie avait rapporté au moins 350 millions de dollars grâce à la vente de jetons et aux frais.
L'entreprise a reçu d'une condamnation généralisée de la part des experts en éthique en raison des conflits d'intérêts de Donald Trump liés au projet et à ses fonctions présidentielles. Au cours de son second mandat, Trump a promu $TRUMP et a pris des mesures qui ont augmenté la valeur de la pièce mème, contribuant à une augmentation substantielle de sa valeur nette.

## Histoire
|                  | Donald J. Trump | Twitter |
| @realDonaldTrump |                 |         |

             My NEW Official Trump Meme is HERE! It’s time to celebrate everything we stand for: WINNING! Join my very special Trump Community. GET YOUR $TRUMP NOW. Go to gettrumpmemes.com/ — Have Fun!
         

17 janvier 2025

La pièce de monnaie Trump a été lancée le 17 janvier 2025, trois jours avant l'investiture de Trump en tant que président des États-Unis. L'absence d'annonce publique a initialement suscité des inquiétudes quant au fait que la cryptomonnaie était une arnaque et qu'elle n'avait peut-être aucun lien avec le président élu. Plusieurs heures plus tard, Trump a confirmé le lancement de  $TRUMP par un message sur ses comptes sociaux X et Truth. Le site Web Meme Coin l'a décrit comme le « seul mème officiel de Trump »,.   Son logo est une image de dessin animé de Trump levant le poing après avoir survécu à la tentative d'assassinat de juillet 2024. Une clause de non-responsabilité stipulait que la pièce n'était « pas destinée à être, ni à faire l'objet d'une » opportunité d'investissement ou d'un titre et n'était « pas politique et n'avait rien à voir avec » une campagne politique, un bureau politique ou une agence gouvernementale. Les termes de l'offre interdisent aux acheteurs de pièces de se joindre à des recours collectifs contre le projet et de réclamer une indemnisation contre toute réclamation. Trump a fait la promotion de la pièce la nuit de son ICO alors qu'un « Crypto Ball » était en cours. 
À la suite de son lancement, le prix du meme coin a grimpé de plus de 300 % du jour au lendemain. En deux jours, elle est devenue la 19e forme de cryptomonnaie la plus précieuse au monde, avec une valeur totale d'échange de près de 13 milliards de dollars et un total de 29 milliards de dollars d'échanges basés sur une valeur de 64 $ de chacun des 200 millions de jetons émis dans l'après-midi du 19 janvier. Le New York Times a rapporté que les affiliés de Trump contrôlaient 800 millions de jetons supplémentaires qui, hypothétiquement, pourraient valoir plus de 56 milliards de dollars, faisant potentiellement de Trump l'une des personnes les plus riches du monde avec une valeur nette estimée à 63,8 milliards de dollars. 
Une analyse du Financial Times de mars 2025 a révélé que le projet de cryptomonnaie avait rapporté au moins 350 millions de dollars (314 millions de dollars de la vente de jetons et 36 millions de dollars des frais). Cependant, en juillet 2025, New York a signalé que les avoirs du président en pièces ne valaient qu'environ 93 millions de dollars.

### Dîner privé
En avril 2025, les 220 premiers détenteurs de la cryptomonnaie se sont vu offrir un dîner avec le président, et les 25 premiers ont bénéficié d'une visite VIP de la Maison Blanche. À la suite de cette annonce, la cryptomonnaie a bondi de plus de 50 %,. Une analyse a révélé que des fuites d'informations concernant l'opération de promotion ont permis à certains traders de parier sur la cryptomonnaie avant son annonce publique. Selon le New York Times, certains acheteurs ont déclaré lors d'interviews et de déclarations avoir « acheté les cryptomonnaies ou participé au dîner-concours dans l'intention d'obtenir une action de M. Trump pour influencer la politique américaine ». Le 13 mai, le New York Times a rapporté que GD Culture Group, une petite entreprise liée à la Chine, sans chiffre d'affaires déclaré en 2024 et affiliée à TikTok, a annoncé qu'elle dépenserait 300 millions de dollars pour acheter du Bitcoin et du $TRUMP grâce au produit d'une « vente d'actions à une entité anonyme des Îles Vierges britanniques ». Cet achat était le premier cas connu d'achat de la cryptomonnaie de Trump par une entreprise liée à la Chine. TikTok est menacée d'une interdiction aux États-Unis, bien que Trump ait reporté la décision à plusieurs reprises.

## Distribution de jetons
La propriété du jeton est largement concentrée dans deux entités appartenant à Trump : CIC Digital LLC et Fight Fight Fight LLC, qui détiennent ensemble 80 % des pièces restantes après l'ICO,. Le profit que Trump retire de cette structure à titre personnel n'est pas clair. La libération de ces fonds est prévue progressivement sur trois ans. 

## Classification par la SEC
La Division of Corporation Finance de la SEC a déclaré que les pièces mèmes comme $TRUMP ne sont pas considérées comme des valeurs mobilières en vertu de la loi fédérale, invoquant leur nature spéculative et leur manque d'utilité inhérente. Cependant, les responsables de la CFTC ont plaidé pour l'établissement de leur compétence sur les pièces mèmes en tant que marchandises, soulignant leur autorité à poursuivre les manipulations de marché.

## Réception
Certains dirigeants et investisseurs du secteur des crypto-monnaies ont déclaré que Trump avait sapé la crédibilité de l'industrie qu'ils avaient travaillé dur à construire en vendant des pièces connues pour leur nature spéculative et leur volatilité extrême. Ils ont également noté que Trump était en conflit d’intérêts flagrant en établissant les politiques du marché des crypto-monnaies tout en bénéficiant directement de sa participation au marché. Certains ont noté sa similitude avec un « rug pull », dans lequel une pièce est lancée et rapidement abandonnée, laissant les premiers investisseurs avec de lourdes pertes. Le Wall Street Journal a rapporté que « même les partisans les plus ardents de Trump ont atteint un point de rupture lorsque le jeton $MELANIA a été lancé moins de 48 heures après » $TRUMP. L'un d'eux a même exhorté Trump à licencier le conseiller qui l'avait recommandé. Un investisseur de premier plan dans le Bitcoin, Erik Voorhees, a qualifié la cryptomonnaie de « stupide et embarrassante »,,.   
L'entreprise de crypto-monnaie a été critiquée par des experts en éthique et des organismes de surveillance du gouvernement. L'entreprise et la possibilité que des gouvernements étrangers achètent la pièce et enrichissent Trump ont été soulignées comme pouvant violer la clause de la Constitution sur les émoluments d'origine étrangère. Les critiques ont déclaré que cela pourrait permettre à des intérêts particuliers et à des gouvernements étrangers de chercher à acheter de l'influence auprès du président. 
Le lancement de $Trump a été condamnée par des avocats spécialisés en éthique, dont Adav Noti, directeur du Campaign Legal Center,  et Jordan Libowitz, vice-président chargé des communications chez Citizens for Responsibility and Ethics à Washington. Nick Tomaino, ancien dirigeant de Coinbase, a qualifié la propriété de Trump et le moment choisi pour lancer la cryptomonnaie de « prédateurs ». Anthony Scaramucci, ancien directeur de la communication de la Maison Blanche pendant la première administration Trump et actuellement investisseur en crypto-monnaie, a décrit la pièce comme une « corruption de niveau Idi Amin » et a déclaré que le lancement de la pièce était mauvais pour l'industrie de la crypto-monnaie. Il a ajouté : « Désormais, n'importe qui dans le monde peut essentiellement déposer de l'argent sur le compte bancaire du président des États-Unis en quelques clics »,.   Brendan Fischer, directeur exécutif adjoint de Documented, un média d'investigation, a déclaré : « Le moment de ce lancement ne peut pas être une coïncidence. Il intervient juste après la fin de la campagne de Trump, et juste avant qu'il ne prenne officiellement ses fonctions et est entièrement soumis aux règles d'éthique fédérales ». La valeur de la pièce ayant chuté à la fin du début février 2025, les circonstances entourant son lancement ont conduit à une large condamnation de la part des experts en éthique et à des inquiétudes concernant les conflits d'intérêts ainsi qu'à des allégations de membres du Congrès qui ont demandé une enquête,,.   
Des inquiétudes ont été soulevées, certains analystes décrivant cela comme une opération de pompage et de vidage tandis que d'autres le considéraient comme un « désastre ». Un post-mortem commandé par le New York Times a conclu que 813 294 portefeuilles ont perdu 2 milliards de dollars en échangeant la monnaie, tandis que la société du président et ses partenaires ont profité d'environ 100 millions de dollars en frais de transaction,.   Selon Fortune, « Moins de trois semaines après sa sortie, le memecoin du président Donald Trump a produit plus de perdants que de gagnants. Pour chaque dollar de frais de transaction engrangé par les créateurs de crypto-monnaies de Trump, les investisseurs ont perdu 20 dollars ».
Le représentant Sam Liccardo, un démocrate qui représente la Silicon Valley, a présenté le Modern Emoluments and Malfeasance Enforcement Act (MEME Act), aux termes duquel l'émission ou l'approbation de tout actif financier par le président, les hauts fonctionnaires de la Maison Blanche ou les membres du Congrès, ou leurs conjoints ou enfants serait interdite. Contrairement à la loi Hatch, elle introduirait un droit d’action privé pour toute personne lésée par l’achat de tels actifs.

## $Melania
Après le lancement du memecoin $Trump, l'épouse de Trump, Melania, a lancé son propre memecoin, $Melania, le 19 janvier 2025.
Le lancement du jeton $Melania a été en partie géré par Hayden Davis, qui a ensuite joué un rôle clé dans l'orchestration du scandale de la cryptomonnaie $Libra. Davis a admis son implication dans le « sniping » des jetons $Melania et $Libra, une pratique illégale similaire au front running.
En avril 2025, le fournisseur de données blockchain Bubblemaps a signalé que le jeton $Melania avait été largement vendu, où une extraction de 2 millions de dollars a été effectuée par Davis à partir des pools de liquidités de $Melania, envoyant 1 million de dollars aux échanges via une liquidité unilatérale.